# Karl Brabbée
Karl Brabbée (* 3. April 1879 in Wien; † 12. Juni 1960) war ein österreichischer Ingenieur und Hochschullehrer.

## Leben
Karl Brabbée war ab 1907 Privat-Dozent und ab April 1911 als Nachfolger von Hermann Rietschel ordentlicher Professor für Heizungs- und Lüftungswesen an der Königlichen Technischen Hochschule Berlin, der späteren Technischen Hochschule Berlin. Mit der Übernahme der Professur leitete er auch die Prüfungsanstalt für Heizungs- und Lüftungseinrichtungen der Technischen Hochschule Berlin. Von 1917 bis 1919 stand Brabbée der Abteilung III für Maschinen-Ingenieurwesen der Hochschule vor. Von 1924 bis 1941 war er Direktor des Institute of Thermal Research, American Radiator Co., Yonkers, New York.
Karl Brabbée gehörte dem Verein Deutscher Ingenieure (VDI) und dem Berliner Bezirksverein des VDI an.

## Werke (Auswahl)
- Die Prüfanstalt für Heiz- und Lüftungsanlagen der kgl. Technischen Hochschule zu Berlin. Verlag für Fachliteratur, Wien, Berlin 1916.
- Rohrnetzberechnungen in der Heiz- und Lüftungstechnik auf einheitlicher Grundlage. Springer, Berlin 1916.
- Deutschlands zukünftige Kohlenwirtschaft – Das Kohlenwirtschaftsinstitut. Springer, Berlin 1918.